# 59.ª Divisão de Infantaria (Alemanha)
A 59ª Divisão de Infantaria (em alemão:59. Infanterie-Division) foi uma unidade militar que serviu no Exército alemão durante a Segunda Guerra Mundial.

## Comandantes
| Comandante                                                          | Data                              |
| ------------------------------------------------------------------- | --------------------------------- |
| Generalleutnant Walter Poppe 5 de julho de 1944 - fevereiro de 1945 |                                   |
| Generalleutnant Hanskurt Höcker                                     | fevereiro de 1945 - março de 1945 |

## Área de operações
| França & Países Baixos | julho de 1944 - dezembro de 1944 |
| Alemanha               | dezembro de 1944 - abril de 1945 |